# Vasile Fanache
Vasile Fanache  (* 5. April 1934 in Ghirdoveni, Kreis Dâmbovița; † 13. Oktober 2013 in Cluj-Napoca) war ein rumänischer  Romanist und  Rumänist.

## Leben und Werk
Fanache studierte Philologie an der Universität Klausenburg (Abschluss 1958). 1969 promovierte er mit einer Arbeit über die Dichtung von Mihai Beniuc (1907–1988). 
Von 1976 bis 1979 lehrte er Rumänistik an der Sorbonne. Von 1979 bis 2001 war er Professor an der Babeș-Bolyai-Universität Cluj, dann an der Universität von Alba Iulia.

## Werke
- Poezia lui Mihai Beniuc, Bukarest 1972
- (Hrsg.) Gorunul lui horia. Poeme. Antologie şi cuvînt înainte, Bukarest 1974
- Întâlniri. Critică şi istorie literară, Cluj-Napoca 1976
- Caragiale, Cluj-Napoca 1984, 1997 (mit französischer Zusammenfassung)
- (Hrsg.)Vasile Voiculescu, Zahei orbul. Roman, Cluj-Napoca 1986
- Eseuri despre vârstele poeziei, Bukarest 1990
- Bacovia. Ruptura de utopia romantică, Cluj 1994, 2000
- (Übersetzer) Vladimir Jankélévitch, Ironia, Cluj-Napoca 1994
- Lecturi sub vremi, Cluj-Napoca 2000
- Bacovia în 10 poeme, Cluj-Napoca 2002
- Chipuri tăcute ale veşniciei în lirica lui Blaga, Cluj-Napoca 2003, 2007